# 图阿雷格叛乱 (1990年-1995年)

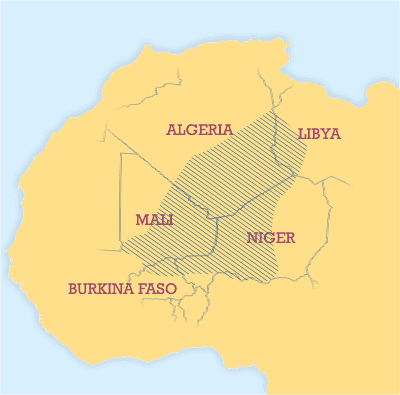
Areas where significant numbers of Tuaregs live

從 1990 年到 1995 年，尼日和馬里發生了各種圖阿雷格人的組織叛亂，目的是實現自治或組建自己的民族國家。叛亂發生在 1980 年代地區飢荒和隨後的難民危機之後，以及兩國普遍的政治鎮壓和危機時期。在尼日，也被稱為第二次圖阿雷格叛亂，指的是獨立前的Ag Mohammed Wau Teguidda Kaocen的叛亂和1914 年發生在艾爾高原的起義，他們於 1916 年再次出現在馬里。公元 7 世紀至 14 世紀之間，游牧的圖阿雷格人聯盟自從他們從馬格里布遷移以來就與該地區的原住民就發生了零星的衝突。一些（但不是全部）圖阿雷格人希望在法國殖民主義結束時形成一個獨立的圖阿雷格人國家。